# Iglesia de San Guillermo (Road Town)
La Iglesia de San Guillermo también llamada alternativamente Iglesia católica de San Guillermo (en inglés: St. William's Church o bien St. William's Catholic Church) es el nombre que recibe un edificio religioso que está afiliado a la Iglesia católica y se ubica en la Isla de Tórtola en la calle principal (Main Street) de la localidad de Road Town capital de las  Islas Vírgenes Británicas  un territorio dependiente del Reino Unido en las Antillas Menores.
Aunque la comunidad fue fundada en 1957 con una pequeña capilla, en 1993 se terminó una primera iglesia y el actual edificio mucho más grande data de 1999 e incluyó la construcción de una sala parroquial y oficinas administrativas. Sigue el rito romano o latino y depende de la diócesis de Saint John’s – Basseterre. La mayoría de las misas se celebran en inglés con una sola en español los sábados.